# 1929 en Nouvelle-Écosse
Chronologie de la Nouvelle-Écosse
- 1925
- 1926
- 1927
- 1928
- 1929
- 1930
- 1931
- 1932
- 1933

Cette page concerne des événements survenus en 1929 dans la province canadienne de la Nouvelle-Écosse.

## Politique
- Premier ministre : Edgar N. Rhodes
- Chef de l'Opposition :
- Lieutenant-gouverneur : James Cranswick Tory
- Législature :